# خوسيه سانشيز (لاعب كرة قدم)
خوسيه سانشيز (بالإسبانية: José Sánchez Barquero)‏ (20 مايو 1987 بسان خوسيه في كوستاريكا - ) هو لاعب كرة قدم كوستاريكي في مركز الوسط. شارك مع منتخب كوستاريكا لكرة القدم. أما مع النوادي، فقد لعب مع نادي جامعة كوستاريكا ‏ ونادي كارتاهينيس وA.D. Municipal Pérez Zeledón ‏ ونادي هيريديانو.

## وصلات خارجية
- خوسيه سانشيز على موقع قاعدة بيانات كرة القدم.إي يو (الإنجليزية)
- خوسيه سانشيز على موقع ناشيونال فوتبول تيمز (الإنجليزية)
- خوسيه سانشيز على موقع Soccerway.com (الإنجليزية)